# Friedrich Adler
Friedrich Adler (Viena, Imperio austrohúngaro, 9 de julio de 1879-Zúrich, Suiza, 2 de enero de 1960) fue un político y revolucionario austríaco.

## Biografía
Hijo del también político socialista Víctor Adler, estudió química, física y matemáticas en Zúrich. En 1897 se afilió al partido socialdemócrata de Austria (SPÖ) y en 1907 fue editor del magazine Der Kampf ("La lucha"). Fue un buen amigo de Albert Einstein.
En su lucha revolucionaria contra la represión policial en Austria-Hungría tomó drásticas medidas. El 21 de octubre de 1916, en el restaurante del hotel vienés Meißl und Schadn disparó tres veces al ministro-presidente de Austria, el conde Karl von Stürgkh, matándole. Por este crimen fue sentenciado a pena de muerte, pena que fue reducida posteriormente a 18 años de cárcel, gracias al emperador Carlos I. El 1 de noviembre de 1918, en plena revolución, fue liberado.
Desarrolló su vida política en Austria hasta la Segunda Guerra Mundial. Se exilió a Estados Unidos y se retiró de la política. Falleció en Zúrich a la edad de 80 años.